# Jiří Löw

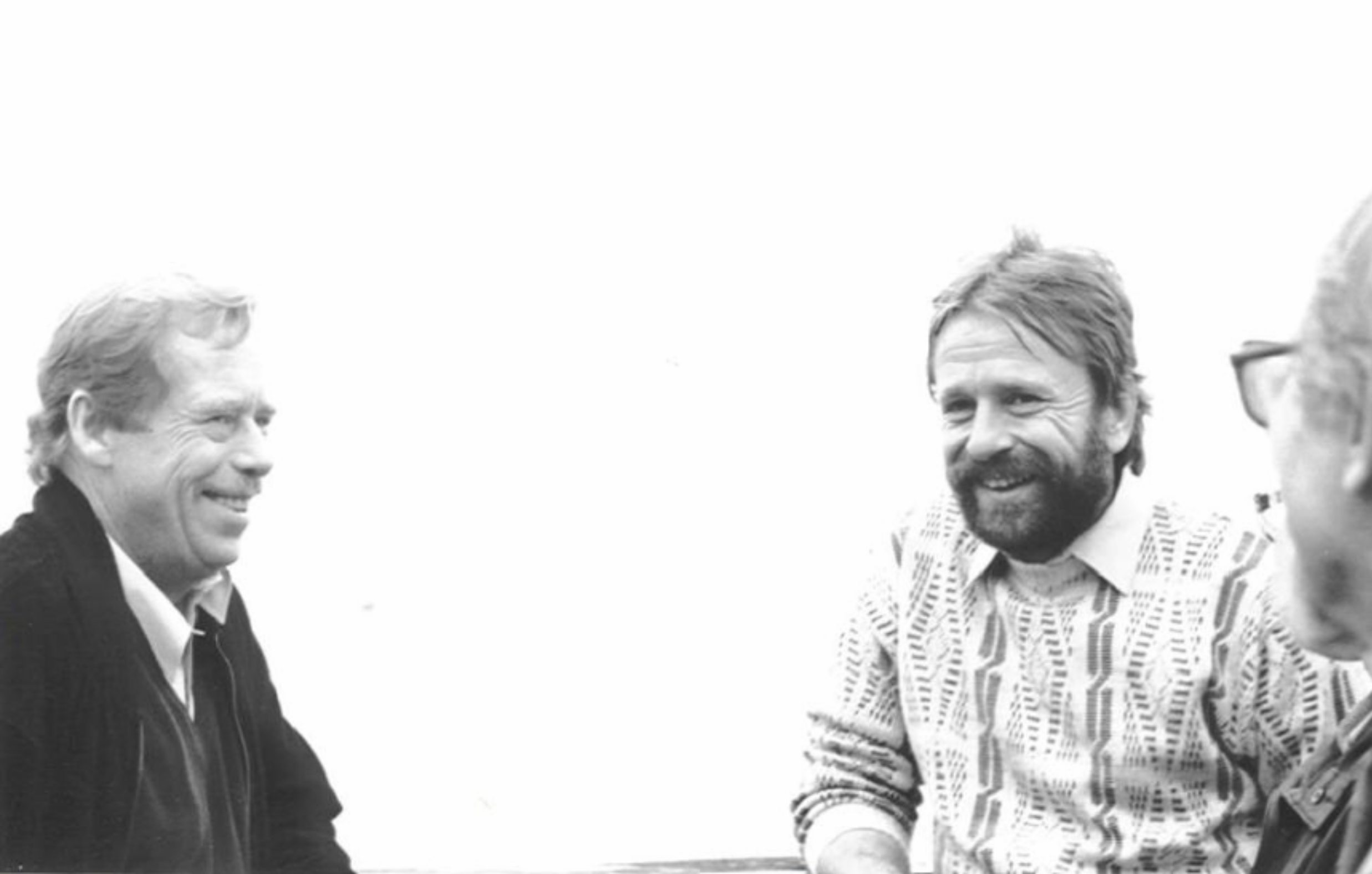
Václav Havel a Jiří Löw u vodních nádrží Nové Mlýny

Jiří Löw (* 1948, Praha) je český urbanista, architekt a politik, zakladatel projekční kanceláře Löw a spol. Jiří Löw je jednou z klíčových osobností ochrany životního prostředí v České republice, mimo jiné stojící při založení Územního systému ekologické stability (ÚSES).

## Život
Jiří Löw se narodil v roce 1948 do rodiny právníka Leopolda a Kateřiny Löwových na Pražském hradě.

### Akademická a profesionální činnost
Jiří Löw vystudoval Fakultu Architektury na Vysokém učení technickém v Brně. Od roku 1974 pracoval jako urbanista v Agroprojektu Brno. V roce 1978 odhalil zákonitosti prostorového působení ekosystémů v rurální krajině a s dalšími zhruba 80 přírodovědci napsal první metodiku ÚSES. V roce 1991 se stal vedoucím Ústavu územního plánování a řízení na Fakultě architektury VUT Brno. V roce 2020 byl externím členem vědecké rady tamtéž. Ve stejném roce založil současně projekční kancelář Löw a spol. V roce 1992 byl habilitován na docenta na Fakultě architektury.V 90. letech se podílel na ekologické sanaci nádrží Nové Mlýny.Jiří Löw je autorem řady knih a článků zabývajících se ochranou životního prostředí.

### Politická činnost
V roce 1989 se angažoval v Sametové revoluci jako člen prvního Brněnského parlamentu OF a kooptovaný poslanec v Krajského národního výboru. Od roku 1998 byl předsedou městské organizace Občanské demokratické aliance v Brně a v témže roce byl zvolen zastupitelem, radním a předsedou komise rozvoje Města Brna. V roce 2004 byl zvolen do krajského zastupitelstva za sdružení Zelená pro Moravu. S vypršením tohoto mandátu skončil s aktivní politikou.

### Ocenění
V roce 2012 se stal laureátem Ceny Igora Míchala za „teoretické a metodologické práce v oblasti územních systémů ekologické stability a krajinného rázu, přínos při formování Programu rozvoje venkova a celoživotní pedagogickou činnost“.

## Vybrané knihy a publikace
- Zásady pro vymezování a navrhování územních systémů ekologické stability v územně plánovací dokumentaci, 1984, Agroprojekt Brno
- Návod na navrhování územních systémů ekologické stability krajiny, 1988, Agroprojekt Brno[4]
- Rukovět projektanta územních systémů ekologické stability, 1995, Doplněk Brno[5]
- Krajinný ráz, spoluautor s I. Míchalem, 2005, Lesnická práce Kostelec n. Č. Lesy[6]
- Katalog typických znaků krajinného rázu, 2010
- Projevy křesťanské liturgie v kulturní krajině, Kopeček a kol., 2015, Mendlova universita Brno[7]
- Tvorba rurální krajiny a její nástroje, Akademické nakladatelství CERM, 2022[8]